# Ocolina
Ocolina è un comune della Moldavia situato nel distretto di Soroca di 1.900 abitanti al censimento del 2004.

## Località
Il comune è formato dall'insieme delle seguenti località (popolazione 2004):
- Ocolina (1.007 abitanti)
- Ţepilova (893 abitanti)